# Ludwig Ferdinand Hermann Siehr
Ludwig Ferdinand Hermann Siehr (* 1832; † 2. Mai 1885 in Königsberg in Preußen) war ein preußischer Verwaltungsjurist, Landrat im Kreis Grimmen (1863–1865) und im Kreis Goldap (1865–1877) und zuletzt Konsistorialpräsident in Königsberg.

## Leben
Siehr begann 1861 als Regierungsassessor in Gumbinnen und war 1862 in Königsberg i. Preußen. 1863 wirkte er als kommissarischer Landrat im Landkreis Grimmen der Provinz Pommern und amtierte ab 1865 bis 1877 als Landrat im Kreis Goldap, Provinz Ostpreußen. 1877 war er Verwaltungsgerichtsdirektor in Gumbinnen und ab 1878 als Oberregierungsrat in Gumbinnen tätig.
Vom 6. Mai 1883 bis zu seinem Tod am 2. Mai 1885 wirkte Siehr als Präsident des Konsistoriums der evangelischen Kirchenprovinz Preußen.